# Eurydema ornata

Eurydema ornata (купусова стеница) је врста стенице која припада фамилији Pentatomidae.

## Распрострањење и станиште
Врста има палеарктичко распрострањење. Насељава већи део Европе, северну Африку и јужну и источну Азију. У Србији је честа врста, преферира отворена станишта са ниском вегетацијом.

## Опис
E. ornata је карактеристичног изгледа и боје. Тело је овално, врста је препознатљива по црвеним шарама. Јавља се и у форми са жућкастом бојом тела и тамно зеленим шарама (ређе). Глава и антене су црне боје. Са трбушне стране је црвене боје са црном уздужом шаром по средини. Сличне су јој врсте Eurydema ventralis и Eurydema dominulus. Најлакше је разликовати их по шари на кориуму (видети цртеж на страници Pentatomidae). E. ornata има црну мрљу испод које се пружа затамљени део, E. ventralis има само црну мрљу а остатак кориума је црвене боје, а E. dominulus нема ни црну мрљу ни затамљени део након ње. 
Дужина тела је од 7mm до 9mm.

## Биологија
E. ornata има две генерације годишње. Презимљава у стадијуму одрасле јединке у стељи и површинским слојевима земље на ливадама и ободима шума. Крајем марта напуштају зимска склоништа и прелази на коровске биљке а потом и на усеве. Женка полаже јаја на наличју листа или на стаблу биљке домаћина у два реда по 4, 8 или 12 јаја. Нимфе излазе почетком маја, а одрасле јединке прве генерације се јављају крајем јуна а друге средином августа. Биљка домаћин су врсте породице купусњача (Brassicaceae). Сматра се штеточином купуса, цвекле и других гајених крсташица.

## Синоними
- Eurydema ornatum (Linnaeus, 1758)